# Bryophyllum rosei
Bryophyllum rosei là một loài thực vật có hoa trong họ Crassulaceae. Loài này được (Raym.-Hamet & Perrier) A.Berger miêu tả khoa học đầu tiên năm 1930.